# Wang Cheng-pang
Wang Cheng-pang (chinesisch 王正邦, Pinyin Wáng Zhèngbāng; * 12. Januar 1987 in Hualien) ist ein ehemaliger taiwanischer Bogenschütze.

## Karriere
Bei den Asienspielen 2002 in Busan und 2006 in Doha gewann Wang Cheng-pang in der Mannschaftskonkurrenz jeweils Silber. Dreimal nahm er an Olympischen Spielen teil: bei den Olympischen Spielen 2004 in Athen belegte er in der Einzelkonkurrenz den 17. Rang, während er mit der Mannschaft die Finalbegegnung erreichte. In dieser unterlag die taiwanische Mannschaft den Südkoreanern mit 245:251, sodass Wang die Silbermedaille gewann. 2008 in Peking schloss er die Einzelkonkurrenz auf Rang 22 und die Mannschaftskonkurrenz auf Rang sieben ab, vier Jahre darauf belegte er in London Rang 17 im Einzel und Rang neun mit der Mannschaft. 2007 sicherte sich Wang mit der Mannschaft in Leipzig Bronze bei den Weltmeisterschaften.